# Gästabudskniv
Gästabudskniv är en typ av fällkniv med ett bredd böjt blad i järn och skaft i mässing, med skaftändan utformad som ett drakhuvud. Ibland döljer drakhuvudet en liten tvåkloig gaffel som kan dras ut ur skaftet.
Gästabudsknivarnas ursprung är okänt, men de exemplar som inkommit till museisamlingar härrör främst från Dalarna och Hälsingland, de har även förekommit i Jämtland, Ångermanland, Gästrikland och Västmanland, enstaka exemplar har även förekommit i Närke, Uppland och Södermanland. Drakhuvudet ger en mycket ålderdomlig prägel men knivbladet är av en typ som slog igenom i slutet av 1600-talet och det äldsta daterade exemplaret har årtalet 1752. Stjärnsunds bruk, där man tidigt tillverkade fällknivar och även göt mässing har föreslagits som den ursprungliga tillverkningsplatsen för knivarna. Sigurd Erixon har även föreslagit Folkärnasmeden Erik Persson som en annan viktig upphovsman, men det har inte kunnat beläggas att han tillverkat några gästabudsknivar. Tillverkningen har senare tagits upp av allmogesmeder åtminstone i såväl Dalarna som Hälsingland, ofta i den förenklade varianten utan gaffel. En del av allmogesmedernas knivar har tillverkarstämplar, men inga av dessa har med säkerhet kunnat identifieras.
Gästabudsknivarna har som namnet antyder främst använts vid gästabud, där gästerna fram till mitten av 1800-talet vanligen hade med sig egen sked och kniv att äta med. I en uppteckning från Leksand som beskriver ett bröllop 1863 visas att gästabudsknivar användes av alla vanliga gäster medan brudfolket och herrskapsgästerna åt på tallrik med kniv och gaffel. I Hälsingland verkar bruket dött ut något tidigare, vid ett bröllop 1841 anges dessa ännu ha varit i bruk och en kniv som inköpts 1879 anges ha varit brukad av en kvinna som avled omkring 1847. I vissa uppteckningar har gästabudsknivarna utpekats som kvinnoknivar, männen använde vanligen sina slidknivar. Bruket har dock tydligen varierat, av Nordiska museets gästabudsknivar har ungefär lika många kvinnoinitialer som mansinitialer.